# Tomoyasu Hotei
Tomoyasu Hotei (布袋 寅泰?, Hotei Tomoyasu; Takasaki, 1º febbraio 1962) è un musicista, cantautore e attore giapponese, noto per aver collaborato con numerosi artisti internazionali.

## Biografia e carriera
Nato da padre coreano e madre russo-giapponese, ha intrapreso la carriera musicale agli inizi degli anni 1980, dapprima come chitarrista dei Boøwy, uno dei più popolari gruppi musicali rock giapponesi, e in seguito come solista, vendendo oltre 40 milioni di dischi in patria e collaborando con artisti affermati a livello mondiale.
Nel 2003 è stato classificato al 70º posto nella lista dei 100 più importanti artisti pop giapponesi stilata da HMV Japan. Nel 2011 è risultato al 2º posto in un sondaggio su quale fosse il miglior chitarrista rappresentativo del Giappone secondo il popolo giapponese. A livello internazionale è famoso per aver composto il brano strumentale Battle Without Honor or Humanity, utilizzato in diversi film, tra cui Kill Bill: Volume 1 di Quentin Tarantino.

### La collaborazione con Zucchero
Nel 2016 collabora con il cantante italiano Zucchero Fornaciari, comparendo nel videoclip del brano Ti voglio sposare, dell'album Black Cat, e successivamente presenziando in qualità di ospite speciale durante alcune date del Black Cat World Tour all'Arena di Verona e alla Royal Albert Hall del bluesman reggiano. Zucchero "ricambia il favore", partecipando all'ultima parte del tour di Hotei a fine 2016.
L'11 febbraio 2017 è ospite alla serata conclusiva del Festival di Sanremo 2017, nuovamente insieme a Zucchero, ad altre due delle dieci date del 2017 all'Arena di Verona, al concerto giapponese del Black Cat World Tour e nel disco Black Cat Live.
Nel 2018 è ospite in quattro date del Wanted - Un'altra storia Tour, oltre a tenere concerti in alcune importanti città europee. A Milano, primo concerto in Italia del chitarrista, e Londra Zucchero è stato ospite.
Nel 2020 i due tornano a collaborare insieme, all'interno del nuovo album Soul to Soul di Tomoyasu Hotei, Zucchero Fornaciari canta il brano "Lotus Flower".

## Vita privata
Si è sposato 2 volte: con la cantante Kumiko Yamashita nel 1986 (da cui ha divorziato nel 1997) e con la cantante ed attrice Miki Imai nel 1999, con cui ha avuto una figlia. Dal 2012 risiede stabilmente a Londra.

## Album
- Guitarhythm (1988)
- Guitarhythm II (1991)
- Guitarhythm III (1992)
- Guitarhythm IV (1994)
- King & Queen (1996)
- Supersonic Generation (1998)
- Fetish (2000)
- Scorpio Rising (2002)
- Doberman (2003)
- Monster Drive (2005)
- Soul Sessions (2006)
- Ambivalent (2007)
- Guitarhythm V (2009)
- Come Rain Come Shine (2013)
- New Beginnings (2014)
- Strangers (2015)
- Soul to Soul (2020)